# مخطط دافينبورت
مخطط دافينبورت (بالإنجليزية: Davenport diagram)‏ ،هوَ أداة مَفاهيمية تَخطيطية رَسمية طُورت من قِبل هوراس دافينبورت، تُستخدم لِوصف تَركيز بيكربونات الدَم وَدرجة حُموضة الدَم بعد التَنفس، كَما تستخدم أحياناً في وَصف اضطرابات الأيض الحمضي القاعدي. وَيُظهر المُخطط صورة ثلاثية الأَبعاد تَصف بطريقة فسيولوجية جميع الحالات المُمكنة للتوازن الكيميائي بَين ثاني أُكسيد الكَربون الغازي وَالبيكربونات المائِية بالإضافة إلى البروتينات المائية.